# یاروسلاو سوکوپ
یاروسلاو سوکوپ (چکی: Jaroslav Soukup؛ زادهٔ ۱۹ نوامبر ۱۹۴۶) کارگردان فیلم، فیلم‌نامه‌نویس، کارگردان و تهیه‌کننده اهل جمهوری چک است. وی دانش‌آموختهٔ دانشکده سینما و تلویزیون آکادمی هنرهای نمایشی در پراگ است.
از فیلم‌هایی که وی در آن‌ها نقش داشته‌است، می‌توان به روزی روزگاری یک پلیس اشاره نمود.